# Benedito Calixto Neto
Benedito Calixto de Jesus Neto (Bebedouro, 27 de maio de 1906 — Aparecida, 21 de julho de 1972) foi um arquiteto brasileiro especialista em arte sacra e liturgia católica. Formado pelo Centro Universitário Belas Artes de São Paulo, era neto do pintor Benedito Calixto e filho do engenheiro sanitarista João Pedro de Jesus Netto.

## Obras de destaque
Com profícua atuação enquanto arquiteto, foi responsável pela construção de centenas de templos para a Igreja Católica no Brasil. Dentre eles, teve como sua maior obra-prima o projeto do Santuário Nacional de Nossa Senhora da Conceição Aparecida na cidade de Aparecida (SP). Outras obras de destaques são o Santuário Diocesano de São Sebastião em Porto Ferreira (SP), a Catedral do Sagrado Coração de Jesus em Colatina (ES), a igreja central de Vera Cruz (SP), o Santuário São Bom Jesus em Conchas (SP) e a igreja de Nossa Senhora do Monte Serrate no bairro de Pinheiros, na capital paulista.
Uma obra pouco conhecida é o altar-mor e monumento da igreja do Calvário, em São Paulo. O altar é em estilo romano-barroco, harmonizando com as linhas arquitetônicas do santuário. O monumento tem nove metros de altura e tem a forma de arco triunfal, aberto no meio em grande nicho onde se abriga o grupo do Calvário. Sob a mesa há uma artística Santa-Ceia, de bronze dourado em alto-relevo. O pavimento todo é de mármore de diversas cores, formando cinco circunferências tendo uma cruz no centro. Originalmente havia a mesa da comunhão, em mármore, apoiada sobre a balaustrada disposta em curva. Essa mesa foi removida e o piso aumentado na reforma feita após o Concílio Vaticano II, quando a missa passou a ser rezada em português, de frente para o povo. O material utilizado compreende grandes colunas em mármore rosado de Verona, capitéis de bronze, ônix argentino, lioz português e mármores de Carrara. 

## Galeria de obras

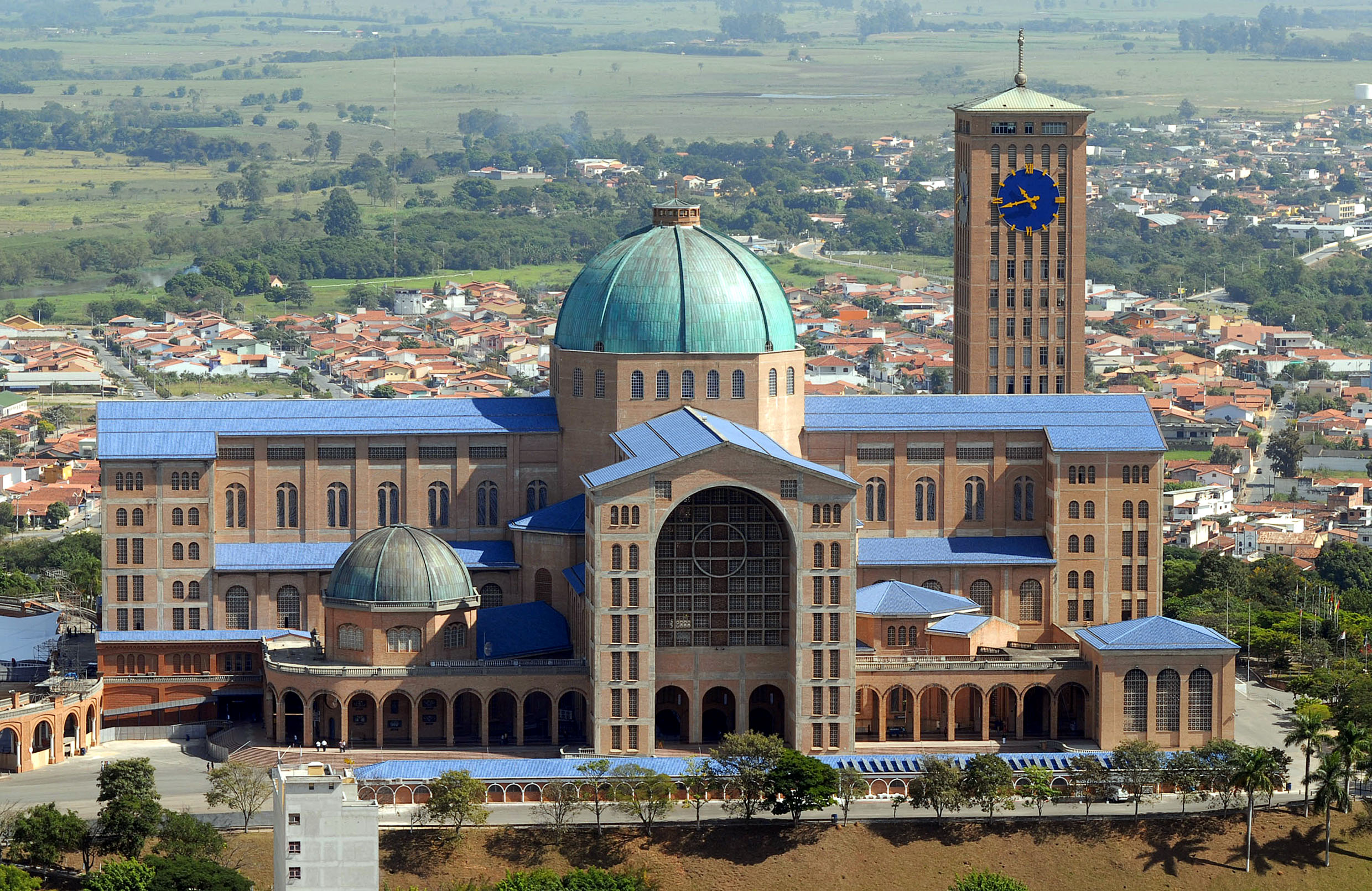
Basílica de Nossa Senhora Aparecida (Aparecida, SP)
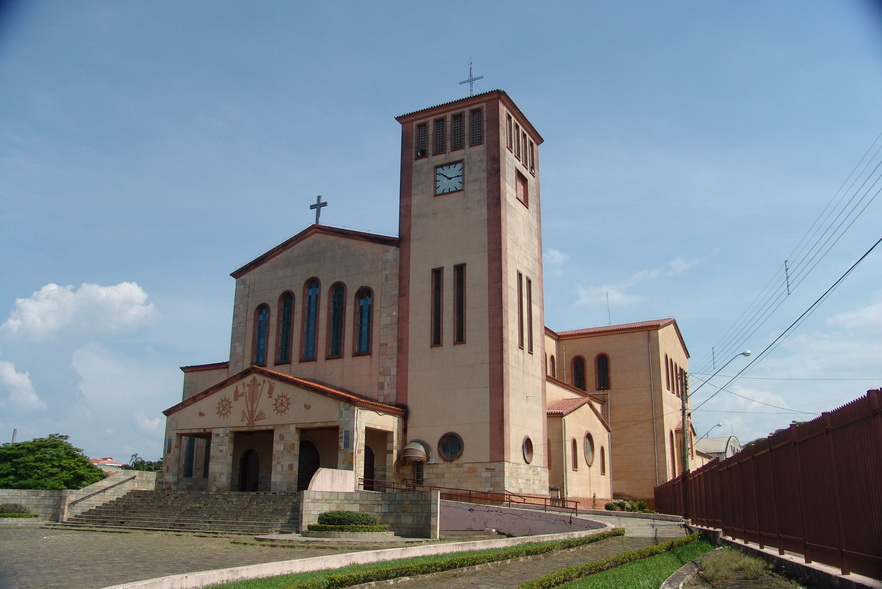
Santuário Senhor Bom Jesus (Conchas, SP)
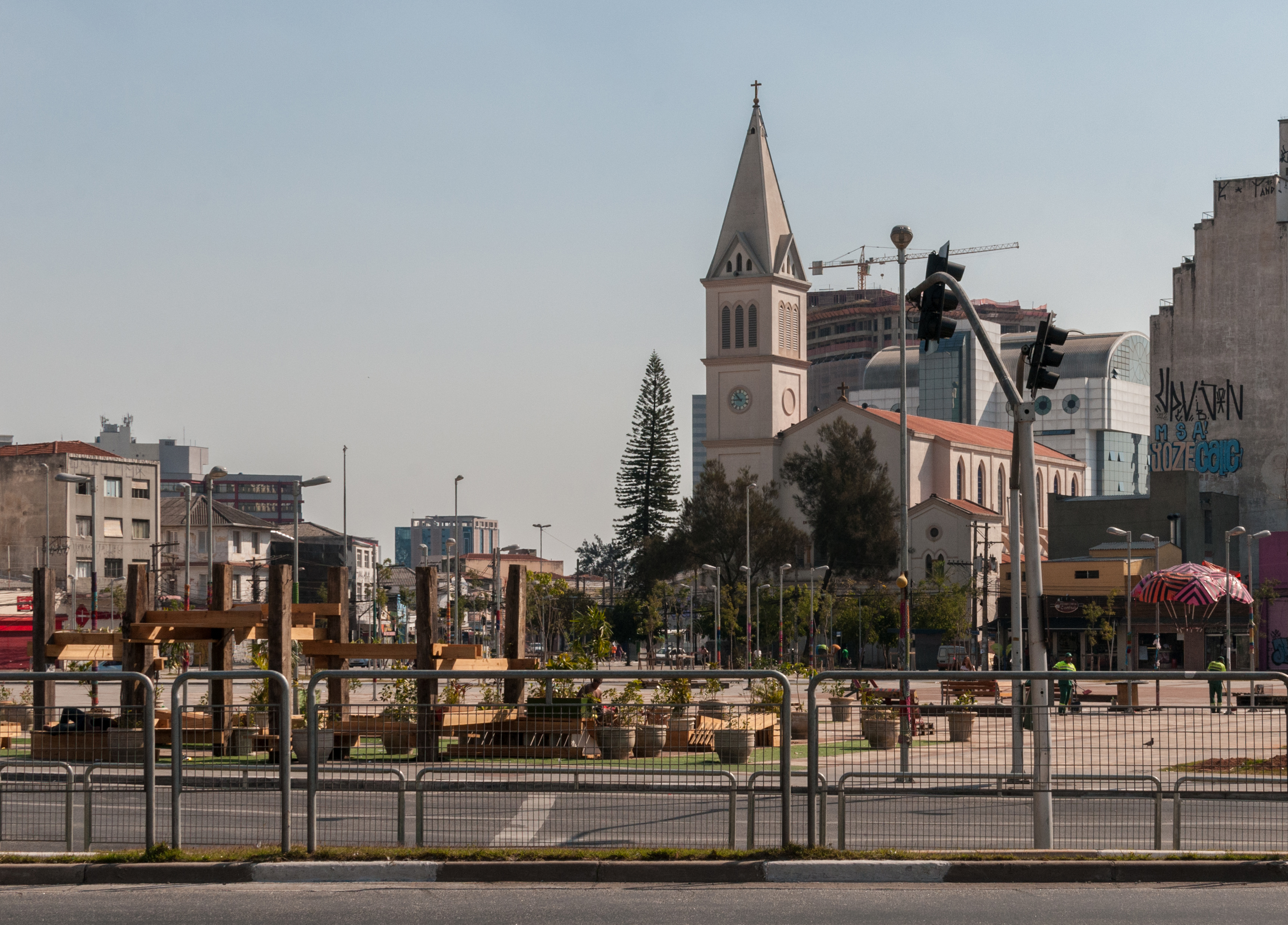
Igreja Nossa Senhora do Monte Serrate (São Paulo, SP)
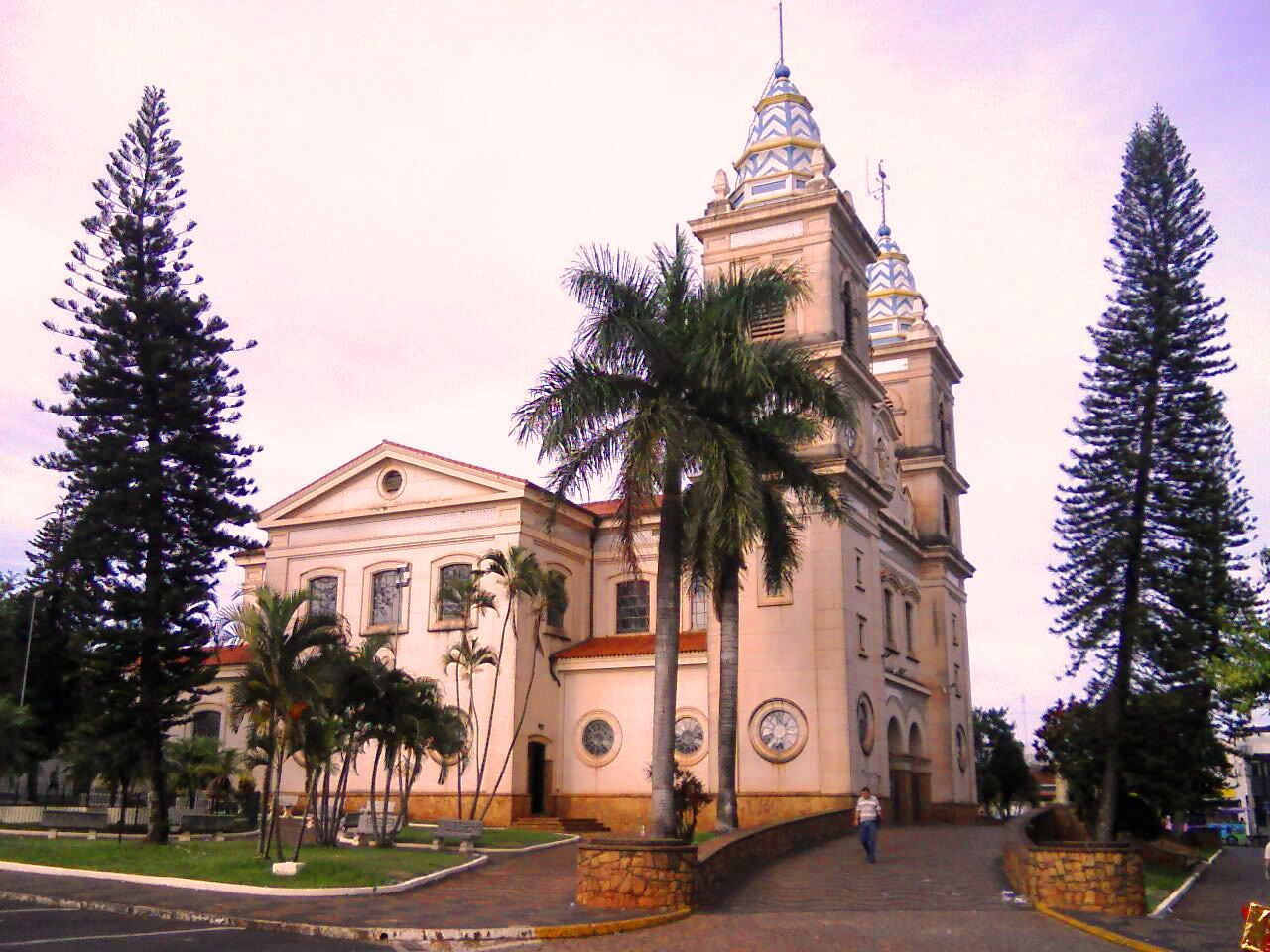
Santuário Diocesano de São Sebastião (Porto Ferreira, SP)
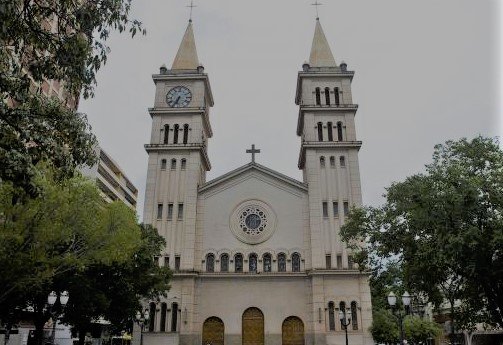
Catedral de Santo Antonio (Piracicaba, SP)
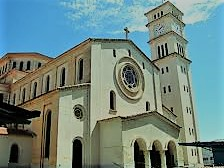
Catedral de Nossa Senhora dos Prazeres (Itapetininga, SP)
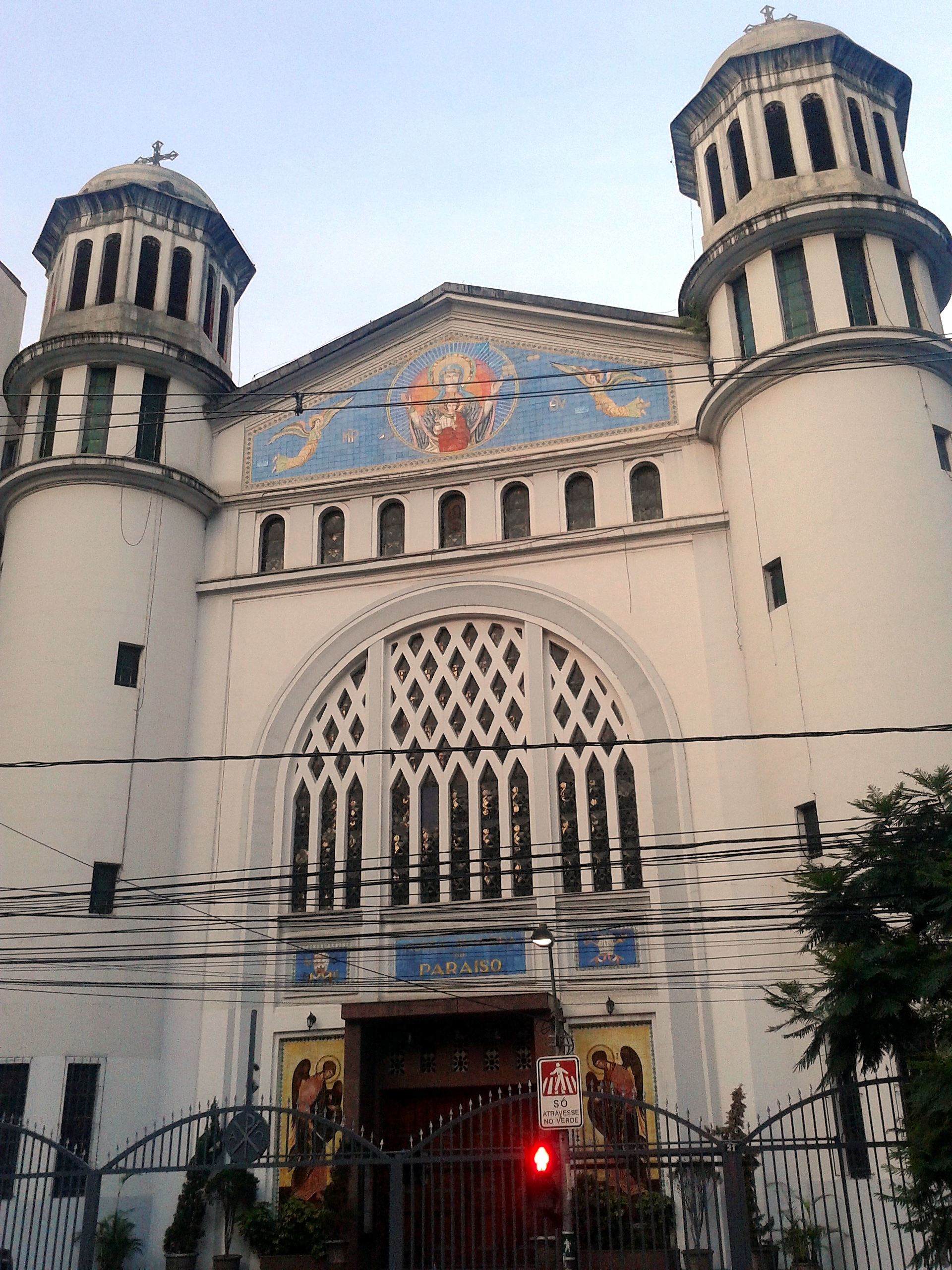
Catedral de Nossa Senhora do Paraíso (São Paulo, SP)
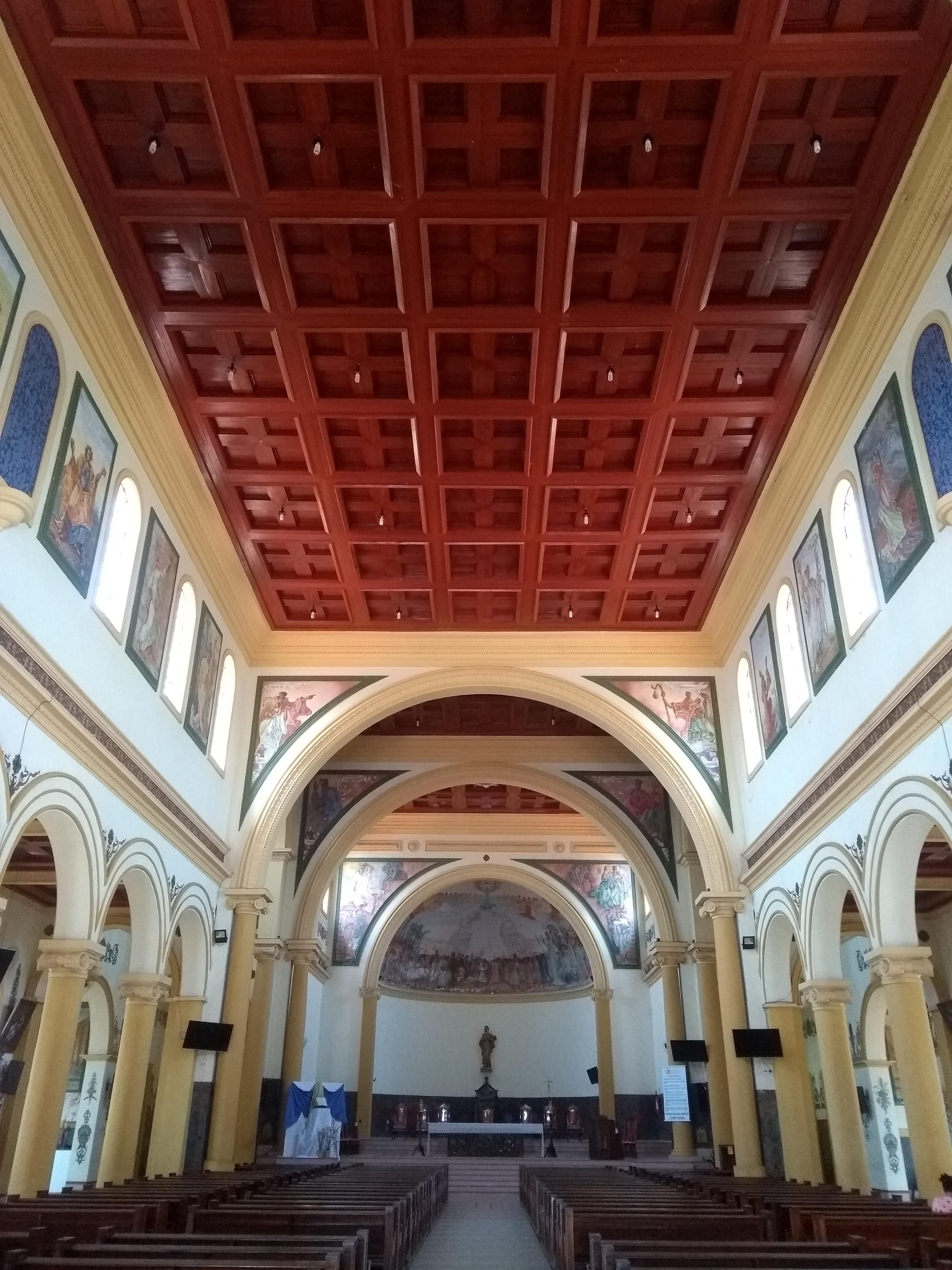
Catedral Imaculada Conceição (Jacarezinho, PR)
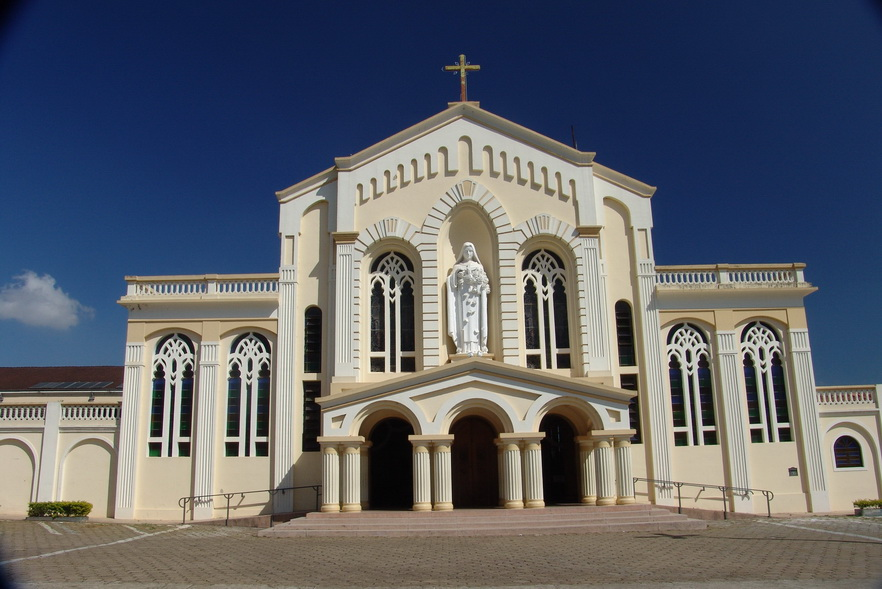
Igreja de Santa Teresinha (Tietê, SP)